# Paranemastoma machadoi
Espèce
Synonymes
- Nemastoma machadoi Roewer, 1951

Paranemastoma machadoi est une espèce d'opilions dyspnois de la famille des Nemastomatidae.

## Distribution
Cette espèce est endémique des Asturies en Espagne. Elle se rencontre vers Oviedo.

## Description
La femelle holotype mesure 4,4 mm.

## Systématique et taxinomie
Cette espèce a été décrite sous le protonyme Nemastoma machadoi par Roewer en 1951. Elle est placée dans le genre Paranemastoma par Prieto en 2008.

## Étymologie
Cette espèce est nommée en l'honneur d'António de Barros Machado.

## Publication originale
- Roewer, 1951 : « Über Nemastomatiden. Weitere Weberknechte XVI. » Senckenbergiana, vol. 32, p. 95–153.